# Бабольна
Ба́больна (венг. Bábolna) — город на северо-западе Венгрии (Центрально-Задунайский край), в медье Комаром-Эстергом.
Постоянное население Бабольны по данным на 2019 года — 3547 человек, 1740 мужчин и 1807 женщин. (Площадь города — 33,59 км². Плотность населения — 116,73 чел./км².
Город Бабольна, как и вся Венгрия, находится в часовом поясе, обозначаемом по международному стандарту как Central European Time (CET). Смещение относительно UTC составляет +1:00 (CET, зимнее время) / +2:00 (CEST, летнее время), так как в этом часовом поясе действует переход на летнее время.
Почтовый индекс — 2943. Телефонный код (+36)34.
Сегодня этот небольшой городок, который вырос на базе государственного агрохолдинга Бабольна, является центром растениеводства, птицеводства и коневодства. Также имеет термальный источник.

## Население
| Год  | Численность | Численность |
| ---- | ----------- | ----------- |
| 2013 | 3774        | [ 2 ]       |
| 2014 | 3785        | [ 3 ]       |
| 2015 | 3789        | [ 4 ]       |
| 2021 | 3762        | [ 5 ]       |
| 2022 | 3441        | [ 6 ]       |
| 2023 | 3431        | [ 7 ]       |
| 2024 | 3397        | [ 1 ]       |